# Schizophasie
La schizophasie est un concept créé en 1913 par Emil Kraepelin pour désigner un état schizophrénique où le trouble du langage est un élément précurseur. Il peut être caractérisé par un langage symptomatique répétitif et confus lié à de nombreux troubles mentaux.  
Elle est souvent associée à la manie et à d'autres symptômes représentées dans de sévères troubles mentaux comme la psychose, incluant la schizophrénie. Elle est, d'une manière, prévisible chez l'adulte. Elle est caractérisée par une utilisation confuse des mots. Dans ce contexte, elle est considérée comme le symptôme d'un trouble formel de la pensée. Dans certains cas, la schizophasie peut être un signe de schizophrénie asymptomatique.
Le Manuel diagnostique et statistique des troubles mentaux (DSM-IV) ne codifie pas spécifiquement ce trouble bien qu'il soit inclus en tant que symptôme dans le diagnostic de la schizophrénie.